# Jamaicaans voetbalelftal (mannen)

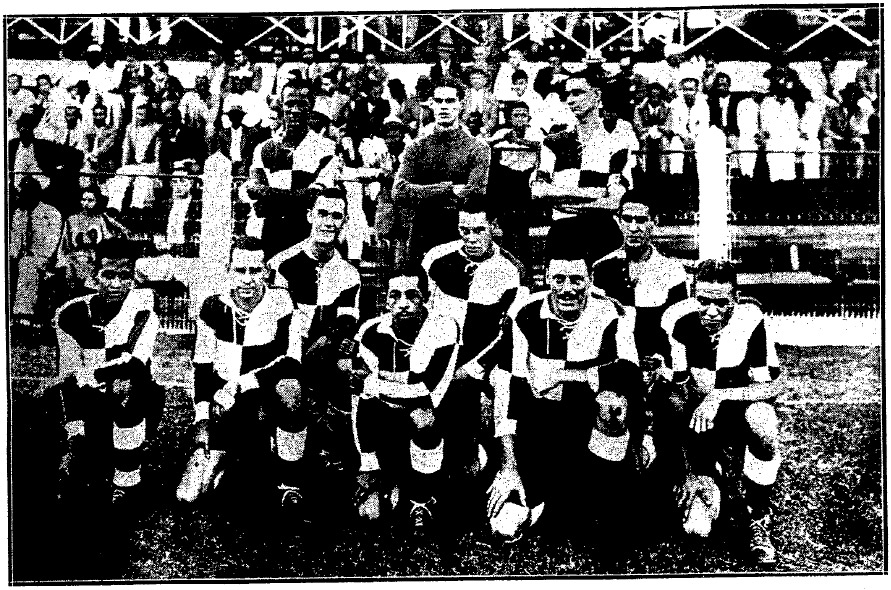
Tegen Trinidad (1936)

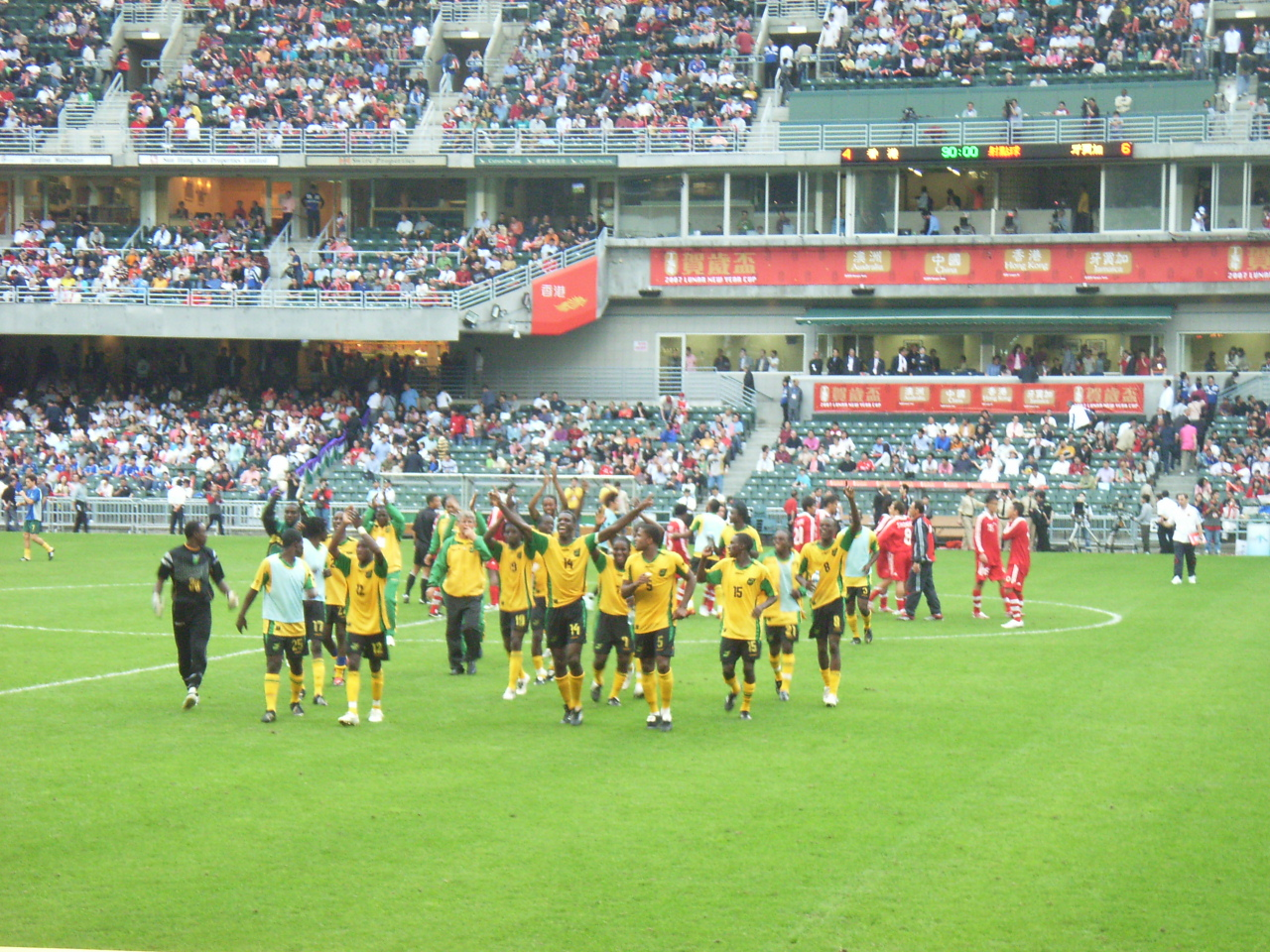
Olympisch team

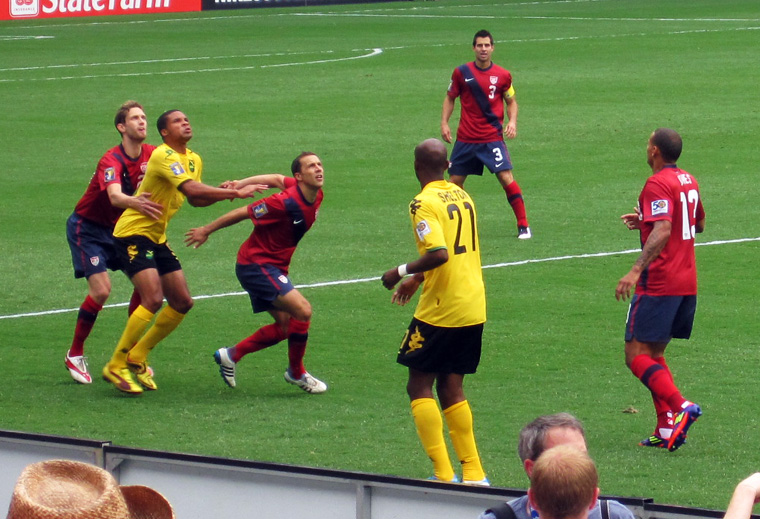
Tegen V.S. (Gold Cup 2011)

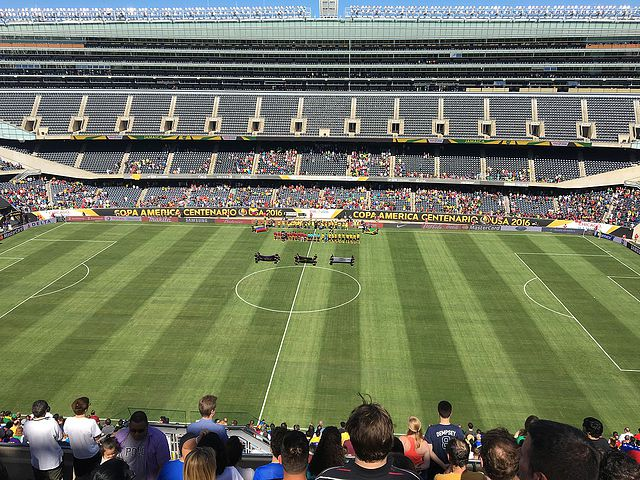
Tegen Venezuela (Copa 2016)

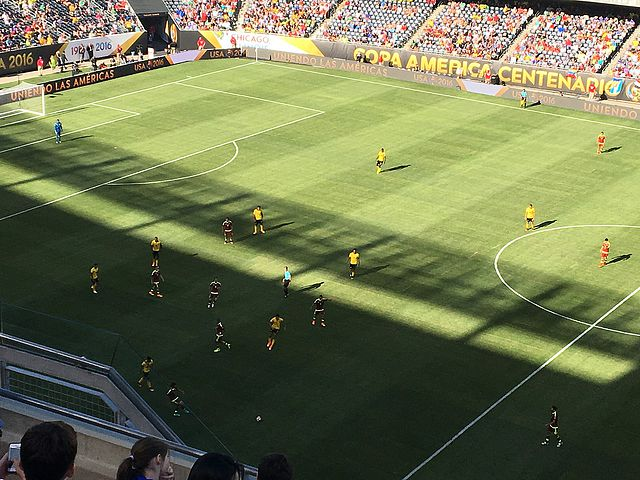
Tegen Venezuela (Copa 2016)

Het Jamaicaans voetbalelftal is een team van voetballers dat Jamaica vertegenwoordigt bij internationale wedstrijden, zoals de (kwalificatie)wedstrijden voor het wereldkampioenschap voetbal, de Caribbean Cup en de CONCACAF Gold Cup.
De Jamaica Football Federation werd in 1910 opgericht en is aangesloten bij de Caraïbische Voetbalunie (CFU), de CONCACAF en de FIFA (sinds 1962). Het Jamaicaans voetbalelftal behaalde in augustus 1998 met de 27ste plaats de hoogste positie op de FIFA-wereldranglijst, in oktober 2008 werd met de 116e plaats de laagste positie bereikt. In juli 2015 behaalde Jamaica zijn grootste succes door de finale van de CONCACAF Gold Cup 2015 te bereiken, nadat in de halve finale gastland en titelverdediger de Verenigde Staten werd verslagen. In de finale verloor Jamaica van recordkampioen Mexico.

## Deelname aan internationale toernooien

### Wereldkampioenschap
Jamaica speelt zijn eerste kwalificatiewedstrijd voor het wereldkampioenschap voetbal op 16 januari 1965. Zij spelen in Kingston tegen Cuba en winnen de wedstrijd met 2–0. Ook de thuiswedstrijd een week later tegen de Nederlandse Antillen wordt 2–0. Mede door deze uitslagen wordt Jamaica eerste in groep 2 van de CONCACAF Groep en plaatst zich voor de finalegroep. In die groep spelen ze tegen Mexico (2–3 en 0–8) en Costa Rica (0–7 en 1–1). Zij zouden zich dat jaar niet plaatsen voor het eindtoernooi. In 1998 zou Jamaica zich wel plaatsen voor het eindtoernooi dat werd gehouden in Frankrijk. In groep H werd de eerste wedstrijd gespeeld tegen Kroatië. De wedstrijd werd verloren met 1–3. Robbie Earle maakte enige goal voor Jamaica in die wedstrijd. De tweede wedstrijd werd verloren van Argentinië. In Parijs werd het 0–5. De laatste wedstrijd werd gespeeld tegen Japan. Beide landen waren toen al uitgeschakeld. De uitslag werd 2–1 voor Jamaica. Theodore Whitmore scoorde beide goals voor Jamaica.
| Wereldkampioenschap voetbal overzicht | Wereldkampioenschap voetbal overzicht | Wereldkampioenschap voetbal overzicht | Wereldkampioenschap voetbal overzicht | Wereldkampioenschap voetbal overzicht | Wereldkampioenschap voetbal overzicht | Wereldkampioenschap voetbal overzicht | Wereldkampioenschap voetbal overzicht | Wereldkampioenschap voetbal overzicht |
| Jaar                                  | Ronde                                 | Wed.                                  | W                                     | G                                     | V                                     | DV                                    | DT                                    | Kwal                                  |
| ------------------------------------- | ------------------------------------- | ------------------------------------- | ------------------------------------- | ------------------------------------- | ------------------------------------- | ------------------------------------- | ------------------------------------- | ------------------------------------- |
| 1966                                  | Niet gekwalificeerd                   | Niet gekwalificeerd                   | Niet gekwalificeerd                   | Niet gekwalificeerd                   | Niet gekwalificeerd                   | Niet gekwalificeerd                   | Niet gekwalificeerd                   | Niet gekwalificeerd                   |
| 1970                                  | Niet gekwalificeerd                   | Niet gekwalificeerd                   | Niet gekwalificeerd                   | Niet gekwalificeerd                   | Niet gekwalificeerd                   | Niet gekwalificeerd                   | Niet gekwalificeerd                   | Niet gekwalificeerd                   |
| 1974                                  | Teruggetrokken                        | Teruggetrokken                        | Teruggetrokken                        | Teruggetrokken                        | Teruggetrokken                        | Teruggetrokken                        | Teruggetrokken                        | Teruggetrokken                        |
| 1978                                  | Niet gekwalificeerd                   | Niet gekwalificeerd                   | Niet gekwalificeerd                   | Niet gekwalificeerd                   | Niet gekwalificeerd                   | Niet gekwalificeerd                   | Niet gekwalificeerd                   | Niet gekwalificeerd                   |
| 1982                                  | Geen deelname                         | Geen deelname                         | Geen deelname                         | Geen deelname                         | Geen deelname                         | Geen deelname                         | Geen deelname                         | Geen deelname                         |
| 1986                                  | Teruggetrokken                        | Teruggetrokken                        | Teruggetrokken                        | Teruggetrokken                        | Teruggetrokken                        | Teruggetrokken                        | Teruggetrokken                        | Teruggetrokken                        |
| 1990                                  | Niet gekwalificeerd                   | Niet gekwalificeerd                   | Niet gekwalificeerd                   | Niet gekwalificeerd                   | Niet gekwalificeerd                   | Niet gekwalificeerd                   | Niet gekwalificeerd                   | Niet gekwalificeerd                   |
| 1994                                  | Niet gekwalificeerd                   | Niet gekwalificeerd                   | Niet gekwalificeerd                   | Niet gekwalificeerd                   | Niet gekwalificeerd                   | Niet gekwalificeerd                   | Niet gekwalificeerd                   | Niet gekwalificeerd                   |
| 1998                                  | Groepsfase                            | 3                                     | 1                                     | 0                                     | 2                                     | 3                                     | 9                                     | (Kwal.)                               |
| 2002                                  | Niet gekwalificeerd                   | Niet gekwalificeerd                   | Niet gekwalificeerd                   | Niet gekwalificeerd                   | Niet gekwalificeerd                   | Niet gekwalificeerd                   | Niet gekwalificeerd                   | Niet gekwalificeerd                   |
| 2006                                  | Niet gekwalificeerd                   | Niet gekwalificeerd                   | Niet gekwalificeerd                   | Niet gekwalificeerd                   | Niet gekwalificeerd                   | Niet gekwalificeerd                   | Niet gekwalificeerd                   | Niet gekwalificeerd                   |
| 2010                                  | Niet gekwalificeerd                   | Niet gekwalificeerd                   | Niet gekwalificeerd                   | Niet gekwalificeerd                   | Niet gekwalificeerd                   | Niet gekwalificeerd                   | Niet gekwalificeerd                   | Niet gekwalificeerd                   |
| 2014                                  | Niet gekwalificeerd                   | Niet gekwalificeerd                   | Niet gekwalificeerd                   | Niet gekwalificeerd                   | Niet gekwalificeerd                   | Niet gekwalificeerd                   | Niet gekwalificeerd                   | Niet gekwalificeerd                   |
| 2018                                  | Niet gekwalificeerd                   | Niet gekwalificeerd                   | Niet gekwalificeerd                   | Niet gekwalificeerd                   | Niet gekwalificeerd                   | Niet gekwalificeerd                   | Niet gekwalificeerd                   | Niet gekwalificeerd                   |
| 2022                                  | Niet gekwalificeerd                   | Niet gekwalificeerd                   | Niet gekwalificeerd                   | Niet gekwalificeerd                   | Niet gekwalificeerd                   | Niet gekwalificeerd                   | Niet gekwalificeerd                   | Niet gekwalificeerd                   |
| 2026                                  | kwalificatie                          | kwalificatie                          | kwalificatie                          | kwalificatie                          | kwalificatie                          | kwalificatie                          | kwalificatie                          | kwalificatie                          |

### CONCACAF Gold Cup
| CONCACAF-kampioenschap overzicht | CONCACAF-kampioenschap overzicht | CONCACAF-kampioenschap overzicht | CONCACAF-kampioenschap overzicht | CONCACAF-kampioenschap overzicht | CONCACAF-kampioenschap overzicht | CONCACAF-kampioenschap overzicht | CONCACAF-kampioenschap overzicht | CONCACAF-kampioenschap overzicht |
| Jaar                             | Ronde                            | Wed.                             | W                                | G                                | V                                | DV                               | DT                               | Kwal                             |
| -------------------------------- | -------------------------------- | -------------------------------- | -------------------------------- | -------------------------------- | -------------------------------- | -------------------------------- | -------------------------------- | -------------------------------- |
| 1963                             | Groepsfase                       | 3                                | 0                                | 0                                | 3                                | 1                                | 16                               |                                  |
| 1965                             | Geen deelname                    | Geen deelname                    | Geen deelname                    | Geen deelname                    | Geen deelname                    | Geen deelname                    | Geen deelname                    | Geen deelname                    |
| 1967                             | Niet gekwalificeerd              | Niet gekwalificeerd              | Niet gekwalificeerd              | Niet gekwalificeerd              | Niet gekwalificeerd              | Niet gekwalificeerd              | Niet gekwalificeerd              | Niet gekwalificeerd              |
| 1969                             | Zesde                            | 5                                | 0                                | 1                                | 4                                | 3                                | 10                               | (Kwal.)                          |
| 1971                             | Niet gekwalificeerd              | Niet gekwalificeerd              | Niet gekwalificeerd              | Niet gekwalificeerd              | Niet gekwalificeerd              | Niet gekwalificeerd              | Niet gekwalificeerd              | Niet gekwalificeerd              |
| 1973                             | Teruggetrokken                   | Teruggetrokken                   | Teruggetrokken                   | Teruggetrokken                   | Teruggetrokken                   | Teruggetrokken                   | Teruggetrokken                   | Teruggetrokken                   |
| 1977                             | Niet gekwalificeerd              | Niet gekwalificeerd              | Niet gekwalificeerd              | Niet gekwalificeerd              | Niet gekwalificeerd              | Niet gekwalificeerd              | Niet gekwalificeerd              | Niet gekwalificeerd              |
| 1981                             | Geen deelname                    | Geen deelname                    | Geen deelname                    | Geen deelname                    | Geen deelname                    | Geen deelname                    | Geen deelname                    | Geen deelname                    |
| 1985                             | Teruggetrokken                   | Teruggetrokken                   | Teruggetrokken                   | Teruggetrokken                   | Teruggetrokken                   | Teruggetrokken                   | Teruggetrokken                   | Teruggetrokken                   |
| 1989                             | Niet gekwalificeerd              | Niet gekwalificeerd              | Niet gekwalificeerd              | Niet gekwalificeerd              | Niet gekwalificeerd              | Niet gekwalificeerd              | Niet gekwalificeerd              | Niet gekwalificeerd              |
| CONCACAF Gold Cup overzicht      |                                  |                                  |                                  |                                  |                                  |                                  |                                  |                                  |
| Jaar                             | Ronde                            | Wed.                             | W                                | G                                | V                                | DV                               | DT                               | Kwal                             |
| 1991                             | Groepsfase                       | 3                                | 0                                | 0                                | 3                                | 3                                | 12                               | (Kwal.)                          |
| 1993                             | Derde                            | 5                                | 1                                | 2                                | 2                                | 6                                | 10                               | (Kwal.)                          |
| 1996                             | Niet gekwalificeerd              | Niet gekwalificeerd              | Niet gekwalificeerd              | Niet gekwalificeerd              | Niet gekwalificeerd              | Niet gekwalificeerd              | Niet gekwalificeerd              | Niet gekwalificeerd              |
| 1998                             | Vierde                           | 5                                | 2                                | 1                                | 2                                | 5                                | 4                                | (Kwal.)                          |
| 2000                             | Groepsfase                       | 2                                | 0                                | 0                                | 2                                | 0                                | 3                                | (Kwal.)                          |
| 2002                             | Niet gekwalificeerd              | Niet gekwalificeerd              | Niet gekwalificeerd              | Niet gekwalificeerd              | Niet gekwalificeerd              | Niet gekwalificeerd              | Niet gekwalificeerd              | Niet gekwalificeerd              |
| 2003                             | Kwartfinale                      | 3                                | 1                                | 0                                | 2                                | 2                                | 6                                | (Kwal.)                          |
| 2005                             | Kwartfinale                      | 4                                | 1                                | 1                                | 2                                | 8                                | 10                               | (Kwal.)                          |
| 2007                             | Niet gekwalificeerd              | Niet gekwalificeerd              | Niet gekwalificeerd              | Niet gekwalificeerd              | Niet gekwalificeerd              | Niet gekwalificeerd              | Niet gekwalificeerd              | Niet gekwalificeerd              |
| 2009                             | Groepsfase                       | 3                                | 1                                | 0                                | 2                                | 1                                | 2                                | (Kwal.)                          |
| 2011                             | Kwartfinale                      | 4                                | 3                                | 0                                | 1                                | 7                                | 2                                | (Kwal.)                          |
| 2013                             | Niet gekwalificeerd              | Niet gekwalificeerd              | Niet gekwalificeerd              | Niet gekwalificeerd              | Niet gekwalificeerd              | Niet gekwalificeerd              | Niet gekwalificeerd              | Niet gekwalificeerd              |
| 2015                             | Tweede                           | 6                                | 4                                | 1                                | 1                                | 8                                | 6                                | (Kwal.)                          |
| 2017                             | Tweede                           | 6                                | 3                                | 2                                | 1                                | 7                                | 4                                | (Kwal.)                          |
| 2019                             | Halve finale                     | 5                                | 2                                | 2                                | 1                                | 7                                | 7                                | (Kwal.)                          |
| 2021                             | Kwartfinale                      | 4                                | 2                                | 0                                | 2                                | 4                                | 3                                | (Kwal.)                          |
| 2023                             | Halve finale                     | 5                                | 3                                | 1                                | 1                                | 11                               | 5                                | (Kwal.)                          |
| 2025                             | Groepsfase                       | 3                                | 1                                | 0                                | 2                                | 3                                | 6                                | (Kwal.)                          |

### Caribbean Cup
Jamaica is een van de meest succesvolste landen die deelnemen aan de Caribbean Cup. Op de medaillespiegel staat Jamaica tweede (achter Trinidad en Tobago). Met 6 overwinningen, 2 keer tweede en 2 keer derde. De Caribbean Cup geldt tevens als kwalificatietoernooi voor de CONCACAF Gold Cup. Het beste resultaat op dat toernooi werd behaald in 2015. Ze bereikten de finale door in de kwartfinale Haïti te verslaan met 1–0 en in de halve finale de Verenigde Staten met 2–1. De finale werd gespeeld op 26 juli 2015 tegen Mexico. Er werd met 1–3 verloren . De goals van Jamaica kwam van Darren Mattocks in 79e minuut.
| Caribbean Cup overzicht | Caribbean Cup overzicht | Caribbean Cup overzicht | Caribbean Cup overzicht | Caribbean Cup overzicht | Caribbean Cup overzicht | Caribbean Cup overzicht | Caribbean Cup overzicht | Caribbean Cup overzicht |
| Jaar                    | Ronde                   | Wed.                    | W                       | G                       | V                       | DV                      | DT                      | Kwal                    |
| ----------------------- | ----------------------- | ----------------------- | ----------------------- | ----------------------- | ----------------------- | ----------------------- | ----------------------- | ----------------------- |
| 1989                    | Niet gekwalificeerd     | Niet gekwalificeerd     | Niet gekwalificeerd     | Niet gekwalificeerd     | Niet gekwalificeerd     | Niet gekwalificeerd     | Niet gekwalificeerd     | Niet gekwalificeerd     |
| 1990                    | Afgelast                | 2                       | 0                       | 2                       | 0                       | 0                       | 0                       | (Kwal.)                 |
| 1991                    | Kampioen                | 4                       | 4                       | 0                       | 0                       | 13                      | 2                       |                         |
| 1992                    | Tweede                  | 5                       | 3                       | 0                       | 2                       | 5                       | 3                       |                         |
| 1993                    | Tweede                  | 5                       | 4                       | 1                       | 0                       | 10                      | 1                       |                         |
| 1994                    | Niet gekwalificeerd     | Niet gekwalificeerd     | Niet gekwalificeerd     | Niet gekwalificeerd     | Niet gekwalificeerd     | Niet gekwalificeerd     | Niet gekwalificeerd     | Niet gekwalificeerd     |
| 1995                    | Groepsfase              | 3                       | 2                       | 0                       | 1                       | 4                       | 3                       |                         |
| 1996                    | Groepsfase              | 3                       | 1                       | 0                       | 2                       | 5                       | 5                       | (Kwal.)                 |
| 1997                    | Derde                   | 4                       | 2                       | 2                       | 0                       | 8                       | 3                       | (Kwal.)                 |
| 1998                    | Kampioen                | 5                       | 5                       | 0                       | 0                       | 12                      | 4                       |                         |
| 1999                    | Halve finale            | 4                       | 2                       | 0                       | 2                       | 7                       | 4                       |                         |
| 2001                    | Groepsfase              | 3                       | 2                       | 0                       | 1                       | 4                       | 3                       |                         |
| 2005                    | Kampioen                | 3                       | 3                       | 0                       | 0                       | 4                       | 1                       | (Kwal.)                 |
| 2007                    | Niet gekwalificeerd     | Niet gekwalificeerd     | Niet gekwalificeerd     | Niet gekwalificeerd     | Niet gekwalificeerd     | Niet gekwalificeerd     | Niet gekwalificeerd     | Niet gekwalificeerd     |
| 2008                    | Kampioen                | 5                       | 4                       | 1                       | 0                       | 11                      | 2                       |                         |
| 2010                    | Kampioen                | 5                       | 4                       | 1                       | 0                       | 12                      | 3                       |                         |
| 2012                    | Groepsfase              | 3                       | 0                       | 1                       | 2                       | 1                       | 3                       |                         |
| 2014                    | Kampioen                | 4                       | 2                       | 2                       | 0                       | 6                       | 1                       |                         |
| 2017                    | Tweede                  | 2                       | 0                       | 1                       | 1                       | 2                       | 3                       | (Kwal.)                 |

### CONCACAF Nations League
| 2019–20 | B | 6 | 5 | 1 | 0 | 21 | 1 | A |
| 2022–23 | A | 4 | 1 | 3 | 0 | 7  | 5 | A |
| 2023–24 | A | 6 | 4 | 1 | 1 | 14 | 9 | A |
| 2024–25 | A | 6 | 2 | 2 | 2 | 6  | 6 | A |

### Copa América
De Copa América is eigenlijk een toernooi voor Zuid-Amerikaanse landen maar de CONMEBOL nodigt landen van buiten Zuid-Amerika uit om ook deel te nemen. In 2015 werd Jamaica uitgenodigd. Zij kwamen in poule B terecht met Argentinië, Paraguay en Uruguay. Alle drie de wedstrijden werden verloren met 0–1. In 2016 werd een speciale editie van de Copa gespeeld, de Copa América Centenario. Ter ere van het 100-jarig bestaan van de CONMEBOL. Ook landen van de CONCACAF konden zich hiervoor kwalificeren. Jamaica plaatste zich doordat zij winnaar werden van de Caribbean Cup 2014.
| Copa América overzicht | Copa América overzicht | Copa América overzicht | Copa América overzicht | Copa América overzicht | Copa América overzicht | Copa América overzicht | Copa América overzicht | Copa América overzicht |
| Jaar                   | Ronde                  | Wed.                   | W                      | G                      | V                      | DV                     | DT                     |                        |
| ---------------------- | ---------------------- | ---------------------- | ---------------------- | ---------------------- | ---------------------- | ---------------------- | ---------------------- | ---------------------- |
| 2015                   | Groepsfase             | 3                      | 0                      | 0                      | 3                      | 0                      | 3                      |                        |
| 2016                   | Groepsfase             | 3                      | 0                      | 0                      | 3                      | 0                      | 6                      |                        |
| 2024                   | Groepsfase             | 3                      | 0                      | 0                      | 3                      | 1                      | 7                      |                        |

## Huidige selectie
De volgende spelers werden opgenomen in de selectie voor de CONCACAF Gold Cup 2025.
Interlands en doelpunten bijgewerkt tot en met de vriendschappelijke wedstrijd tegen  Nigeria  (6-7 n.s.) op 31 mei 2025.
| №           | Naam                  | Wed. | Dlpnt. | Club               |
| ----------- | --------------------- | ---- | ------ | ------------------ |
| Doel        |                       |      |        |                    |
| 1           | Andre Blake           | 83   | 0      | Philadelphia Union |
| 13          | Shaquan Davis         | 15   | 0      | Mount Pleasant     |
| 23          | Jahmali Waite         | 3    | 0      | El Paso            |
| Verdediging |                       |      |        |                    |
| 2           | Dexter Lembikisa      | 26   | 1      | Wolves             |
| 3           | Amari'i Bell          | 24   | 1      | Luton Town         |
| 4           | Mason Holgate         | 5    | 0      | West Brom          |
| 5           | Ethan Pinnock         | 19   | 0      | Brentford          |
| 6           | Richard King          | 27   | 1      | Cavalier FC        |
| 15          | Joel Latibeaudiere    | 24   | 0      | Coventry City      |
| 17          | Damion Lowe           | 71   | 3      | Al-Okhood          |
| 19          | Kyle Ming             | 5    | 0      | Mount Pleasant     |
| 22          | Greg Leigh            | 24   | 1      | Oxford United      |
| Middenveld  |                       |      |        |                    |
| 8           | Kasey Palmer          | 15   | 1      | Hull City          |
| 12          | Dwayne Atkinson       | 4    | 0      | Cavalier FC        |
| 14          | Isaac Hayden          | 6    | 0      | Newcastle United   |
| 18          | Jon Russell           | 6    | 2      | Barnsley           |
| Aanval      |                       |      |        |                    |
| 7           | Leon Bailey           | 34   | 6      | Aston Villa        |
| 9           | Kaheim Dixon          | 13   | 2      | Charlton Athletic  |
| 10          | Rumarn Burrell        | 2    | 1      | Burton Albion      |
| 11          | Demarai Gray          | 22   | 7      | Al-Ettifaq         |
| 16          | Warner Brown          | 4    | 1      | Arnett Gardens     |
| 20          | Renaldo Cephas        | 16   | 1      | MKE Ankaragücü     |
| 21          | Romario Williams      | 23   | 4      | Indy Eleven        |
| 24          | Tyreece Campbell      | 0    | 0      | Charlton Athletic  |
| 25          | Bobby De Cordova-Reid | 38   | 6      | Leicester City     |
| 26          | Michail Antonio       | 21   | 5      | West Ham United    |

## Bondscoaches
Bijgewerkt tot en met de WK-kwalificatiewedstrijd tegen  Haïti (0–2) op 6 september 2016.
| Naam               | Van               | Tot               | Duels | W  | G | V  |
| ------------------ | ----------------- | ----------------- | ----- | -- | - | -- |
| Geoffrey Maxwell   | 1989              | 1990              |       |    |   |    |
| Carl Brown         | 1990              | juli 1994         |       |    |   |    |
| René Simões        | augustus 1994     | februari 2000     |       |    |   |    |
| Sebastião Lazaroni | maart 2000        | mei 2000          |       |    |   |    |
| Clovis de Olivera  | juni 2000         | september 2001    |       |    |   |    |
| Carl Brown         | december 2001     | augustus 2004     |       |    |   |    |
| Sebastião Lazaroni | augustus 2004     | november 2004     |       |    |   |    |
| Wendell Downswell  | 1 november 2004   | 31 december 2006  |       |    |   |    |
| Carl Brown         | september 2006    | oktober 2006      |       |    |   |    |
| Bora Milutinović   | 16 november 2006  | 9 november 2007   |       |    |   |    |
| Theodore Whitmore  | december 2007     | januari 2008      |       |    |   |    |
| René Simões        | 1 januari 2008    | 11 september 2008 |       |    |   |    |
| Theodore Whitmore  | oktober 2008      | november 2008     | 3     | 3  | 0 | 0  |
| John Barnes        | 16 september 2008 | 30 juni 2009      | 11    | 7  | 4 | 0  |
| Theodore Whitmore  | 1 oktober 2008    | 12 juni 2013      | 53    | 23 | 9 | 21 |
| Winfried Schäfer   | 17 juli 2013      | —                 | 42    | 15 | 6 | 21 |

## FIFA-wereldranglijst[1]
| 1993 | 1994 | 1995 | 1996 | 1997 | 1998 | 1999 | 2000 | 2001 | 2002 | 2003 | 2004 | 2005 | 2006 | 2007 | 2008 | 2009 | 2010 | 2011 | 2012 | 2013 | 2014 | 2015 | 2016 | 2017 | 2018 |
| ---- | ---- | ---- | ---- | ---- | ---- | ---- | ---- | ---- | ---- | ---- | ---- | ---- | ---- | ---- | ---- | ---- | ---- | ---- | ---- | ---- | ---- | ---- | ---- | ---- | ---- |
| 80   | 96   | 56   | 32   | 39   | 33   | 41   | 48   | 53   | 51   | 46   | 49   | 42   | 57   | 97   | 65   | 81   | 58   | 54   | 56   | 80   | 75   | 54   | 77   | 54   | 54   |

## Selecties

### Wereldkampioenschap
| Selectie van Jamaica tijdens het Wereldkampioenschap 1998 | Selectie van Jamaica tijdens het Wereldkampioenschap 1998 | Selectie van Jamaica tijdens het Wereldkampioenschap 1998 | Selectie van Jamaica tijdens het Wereldkampioenschap 1998 | Selectie van Jamaica tijdens het Wereldkampioenschap 1998 | Selectie van Jamaica tijdens het Wereldkampioenschap 1998 | Selectie van Jamaica tijdens het Wereldkampioenschap 1998 | Selectie van Jamaica tijdens het Wereldkampioenschap 1998 | Selectie van Jamaica tijdens het Wereldkampioenschap 1998 |
| №                                                         | Naam                                                      | Wed.                                                      | Dlpnt.                                                    | Club                                                      |                                                           |                                                           |                                                           |                                                           |
| --------------------------------------------------------- | --------------------------------------------------------- | --------------------------------------------------------- | --------------------------------------------------------- | --------------------------------------------------------- | --------------------------------------------------------- | --------------------------------------------------------- | --------------------------------------------------------- | --------------------------------------------------------- |
| Doel                                                      |                                                           |                                                           |                                                           |                                                           |                                                           |                                                           |                                                           |                                                           |
| 1                                                         | Warren Barrett                                            |                                                           |                                                           | Violet Kickers                                            |                                                           |                                                           |                                                           |                                                           |
| 13                                                        | Aaron Lawrence                                            |                                                           |                                                           | Reno FC                                                   |                                                           |                                                           |                                                           |                                                           |
| 14                                                        | Donovan Ricketts                                          |                                                           |                                                           | Wadadah                                                   |                                                           |                                                           |                                                           |                                                           |
| Verdediging                                               |                                                           |                                                           |                                                           |                                                           |                                                           |                                                           |                                                           |                                                           |
| 4                                                         | Linval Dixon                                              |                                                           |                                                           | Hazard United                                             |                                                           |                                                           |                                                           |                                                           |
| 5                                                         | Ian Goodison                                              |                                                           |                                                           | Olympic Gardens                                           |                                                           |                                                           |                                                           |                                                           |
| 12                                                        | Dean Sewell                                               |                                                           |                                                           | Constant Spring                                           |                                                           |                                                           |                                                           |                                                           |
| 15                                                        | Ricardo Gardner                                           |                                                           |                                                           | Harbour View                                              |                                                           |                                                           |                                                           |                                                           |
| 19                                                        | Frank Sinclair                                            |                                                           |                                                           | Chelsea                                                   |                                                           |                                                           |                                                           |                                                           |
| 21                                                        | Durrent Brown                                             |                                                           |                                                           | Wadadah                                                   |                                                           |                                                           |                                                           |                                                           |
| Middenveld                                                |                                                           |                                                           |                                                           |                                                           |                                                           |                                                           |                                                           |                                                           |
| 2                                                         | Stephen Malcolm                                           |                                                           |                                                           | Seba United                                               |                                                           |                                                           |                                                           |                                                           |
| 3                                                         | Christopher Dawes                                         |                                                           |                                                           | Galaxy FC                                                 |                                                           |                                                           |                                                           |                                                           |
| 6                                                         | Fitzroy Simpson                                           |                                                           |                                                           | Portsmouth                                                |                                                           |                                                           |                                                           |                                                           |
| 7                                                         | Peter Cargill                                             |                                                           |                                                           | Harbour View                                              |                                                           |                                                           |                                                           |                                                           |
| 11                                                        | Theodore Whitmore                                         |                                                           |                                                           | Seba United                                               |                                                           |                                                           |                                                           |                                                           |
| 16                                                        | Robbie Earle                                              |                                                           |                                                           | Wimbledon                                                 |                                                           |                                                           |                                                           |                                                           |
| 21                                                        | Darryl Powell                                             |                                                           |                                                           | Derby County                                              |                                                           |                                                           |                                                           |                                                           |
| Aanval                                                    |                                                           |                                                           |                                                           |                                                           |                                                           |                                                           |                                                           |                                                           |
| 8                                                         | Marcus Gayle                                              |                                                           |                                                           | Wimbledon                                                 |                                                           |                                                           |                                                           |                                                           |
| 9                                                         | Andy Williams                                             |                                                           |                                                           | Real Mona                                                 |                                                           |                                                           |                                                           |                                                           |
| 10                                                        | Walter Boyd                                               |                                                           |                                                           | Arnett Gardens                                            |                                                           |                                                           |                                                           |                                                           |
| 17                                                        | Onandi Lowe                                               |                                                           |                                                           | Waterhouse                                                |                                                           |                                                           |                                                           |                                                           |
| 18                                                        | Deon Burton                                               |                                                           |                                                           | Derby County                                              |                                                           |                                                           |                                                           |                                                           |
| 22                                                        | Paul Hall                                                 |                                                           |                                                           | Portsmouth                                                |                                                           |                                                           |                                                           |                                                           |
| Bondscoach: René Simões                                   |                                                           |                                                           |                                                           |                                                           |                                                           |                                                           |                                                           |                                                           |

### CONCACAF Gold Cup
| Selectie van Jamaica tijdens de CONCACAF Gold Cup 2000 | Selectie van Jamaica tijdens de CONCACAF Gold Cup 2000 | Selectie van Jamaica tijdens de CONCACAF Gold Cup 2000 | Selectie van Jamaica tijdens de CONCACAF Gold Cup 2000 | Selectie van Jamaica tijdens de CONCACAF Gold Cup 2000 | Selectie van Jamaica tijdens de CONCACAF Gold Cup 2000 | Selectie van Jamaica tijdens de CONCACAF Gold Cup 2000 | Selectie van Jamaica tijdens de CONCACAF Gold Cup 2000 | Selectie van Jamaica tijdens de CONCACAF Gold Cup 2000 |
| №                                                      | Naam                                                   | Wed.                                                   | Dlpnt.                                                 | Club                                                   |                                                        |                                                        |                                                        |                                                        |
| ------------------------------------------------------ | ------------------------------------------------------ | ------------------------------------------------------ | ------------------------------------------------------ | ------------------------------------------------------ | ------------------------------------------------------ | ------------------------------------------------------ | ------------------------------------------------------ | ------------------------------------------------------ |
| Doel                                                   |                                                        |                                                        |                                                        |                                                        |                                                        |                                                        |                                                        |                                                        |
| 1                                                      | Warren Barrett                                         |                                                        |                                                        | Violet Kickers                                         |                                                        |                                                        |                                                        |                                                        |
| 13                                                     | Aaron Lawrence                                         |                                                        |                                                        | Reno FC                                                |                                                        |                                                        |                                                        |                                                        |
| Verdediging                                            |                                                        |                                                        |                                                        |                                                        |                                                        |                                                        |                                                        |                                                        |
| 2                                                      | Michael Johnson                                        |                                                        |                                                        | Birmingham City                                        |                                                        |                                                        |                                                        |                                                        |
| 5                                                      | Ian Goodison                                           |                                                        |                                                        | Hull City                                              |                                                        |                                                        |                                                        |                                                        |
| 6                                                      | Claude Davis                                           |                                                        |                                                        | Hazard United                                          |                                                        |                                                        |                                                        |                                                        |
| 15                                                     | Ricardo Gardner                                        |                                                        |                                                        | Bolton Wanderers                                       |                                                        |                                                        |                                                        |                                                        |
| 16                                                     | Marco McDonald                                         |                                                        |                                                        | Tivoli Gardens                                         |                                                        |                                                        |                                                        |                                                        |
| 19                                                     | Frank Sinclair                                         |                                                        |                                                        | Leicester City                                         |                                                        |                                                        |                                                        |                                                        |
| Middenveld                                             |                                                        |                                                        |                                                        |                                                        |                                                        |                                                        |                                                        |                                                        |
| 3                                                      | Christopher Dawes                                      |                                                        |                                                        | Galaxy FC                                              |                                                        |                                                        |                                                        |                                                        |
| 7                                                      | Winston Griffiths                                      |                                                        |                                                        | Galaxy FC                                              |                                                        |                                                        |                                                        |                                                        |
| 11                                                     | Theodore Whitmore                                      |                                                        |                                                        | Hull City                                              |                                                        |                                                        |                                                        |                                                        |
| 21                                                     | Durrent Brown                                          |                                                        |                                                        | Wadadah                                                |                                                        |                                                        |                                                        |                                                        |
| 25                                                     | Steve Green                                            |                                                        |                                                        | Tivoli Gardens                                         |                                                        |                                                        |                                                        |                                                        |
| Aanval                                                 |                                                        |                                                        |                                                        |                                                        |                                                        |                                                        |                                                        |                                                        |
| 8                                                      | Marcus Gayle                                           |                                                        |                                                        | Wimbledon                                              |                                                        |                                                        |                                                        |                                                        |
| 9                                                      | Andy Williams                                          |                                                        |                                                        | Miami Fusion                                           |                                                        |                                                        |                                                        |                                                        |
| 10                                                     | Ricardo Fuller                                         |                                                        |                                                        | Tivoli Gardens                                         |                                                        |                                                        |                                                        |                                                        |
| 18                                                     | Deon Burton                                            |                                                        |                                                        | Derby County                                           |                                                        |                                                        |                                                        |                                                        |
| Bondscoach: René Simões                                |                                                        |                                                        |                                                        |                                                        |                                                        |                                                        |                                                        |                                                        |

| Selectie van Jamaica tijdens de CONCACAF Gold Cup 2015 | Selectie van Jamaica tijdens de CONCACAF Gold Cup 2015 | Selectie van Jamaica tijdens de CONCACAF Gold Cup 2015 | Selectie van Jamaica tijdens de CONCACAF Gold Cup 2015 | Selectie van Jamaica tijdens de CONCACAF Gold Cup 2015 | Selectie van Jamaica tijdens de CONCACAF Gold Cup 2015 | Selectie van Jamaica tijdens de CONCACAF Gold Cup 2015 | Selectie van Jamaica tijdens de CONCACAF Gold Cup 2015 | Selectie van Jamaica tijdens de CONCACAF Gold Cup 2015 |
| №                                                      | Naam                                                   | Wed.                                                   | Goals                                                  | Club                                                   |                                                        |                                                        |                                                        |                                                        |
| ------------------------------------------------------ | ------------------------------------------------------ | ------------------------------------------------------ | ------------------------------------------------------ | ------------------------------------------------------ | ------------------------------------------------------ | ------------------------------------------------------ | ------------------------------------------------------ | ------------------------------------------------------ |
| Doel                                                   |                                                        |                                                        |                                                        |                                                        |                                                        |                                                        |                                                        |                                                        |
| 1                                                      | Andre Blake                                            | 9                                                      | 0                                                      | Philadelphia Union                                     |                                                        |                                                        |                                                        |                                                        |
| 13                                                     | Dwayne Miller                                          | 38                                                     | 0                                                      | Syrianska FC                                           |                                                        |                                                        |                                                        |                                                        |
| 23                                                     | Ryan Thompson                                          | 7                                                      | 0                                                      | Pittsburgh Riverhounds                                 |                                                        |                                                        |                                                        |                                                        |
| Verdediging                                            |                                                        |                                                        |                                                        |                                                        |                                                        |                                                        |                                                        |                                                        |
| 3                                                      | Michael Hector                                         | 7                                                      | 0                                                      | Reading FC                                             |                                                        |                                                        |                                                        |                                                        |
| 12                                                     | Demar Phillips                                         | 66                                                     | 12                                                     | Real Salt Lake                                         |                                                        |                                                        |                                                        |                                                        |
| 19                                                     | Adrian Mariappa                                        | 30                                                     | 0                                                      | Crystal Palace FC                                      |                                                        |                                                        |                                                        |                                                        |
| 20                                                     | Kemar Lawrence                                         | 25                                                     | 2                                                      | New York Red Bulls                                     |                                                        |                                                        |                                                        |                                                        |
| 5                                                      | Alvas Powell                                           | 19                                                     | 0                                                      | Portland Timbers                                       |                                                        |                                                        |                                                        |                                                        |
| 4                                                      | Wes Morgan                                             | 21                                                     | 0                                                      | Leicester City FC                                      |                                                        |                                                        |                                                        |                                                        |
| 6                                                      | Lance Laing                                            | 9                                                      | 0                                                      | FC Edmonton                                            |                                                        |                                                        |                                                        |                                                        |
| 21                                                     | Jermaine Taylor                                        | 83                                                     | 0                                                      | Houston Dynamo                                         |                                                        |                                                        |                                                        |                                                        |
| Middenveld                                             |                                                        |                                                        |                                                        |                                                        |                                                        |                                                        |                                                        |                                                        |
| 17                                                     | Rodolph Austin                                         | 82                                                     | 7                                                      | Leeds United                                           |                                                        |                                                        |                                                        |                                                        |
| 15                                                     | Je-Vaughn Watson                                       | 48                                                     | 1                                                      | FC Dallas                                              |                                                        |                                                        |                                                        |                                                        |
| 10                                                     | Jobi McAnuff                                           | 22                                                     | 1                                                      | Leyton Orient                                          |                                                        |                                                        |                                                        |                                                        |
| 22                                                     | Garath McCleary                                        | 18                                                     | 3                                                      | Reading FC                                             |                                                        |                                                        |                                                        |                                                        |
| 18                                                     | Simon Dawkins                                          | 16                                                     | 2                                                      | Derby County                                           |                                                        |                                                        |                                                        |                                                        |
| 16                                                     | Joel Grant                                             | 12                                                     | 1                                                      | Yeovil Town                                            |                                                        |                                                        |                                                        |                                                        |
| 2                                                      | Chris Humphrey                                         | 10                                                     | 0                                                      | Preston North End                                      |                                                        |                                                        |                                                        |                                                        |
| Aanval                                                 |                                                        |                                                        |                                                        |                                                        |                                                        |                                                        |                                                        |                                                        |
| 11                                                     | Darren Mattocks                                        | 29                                                     | 10                                                     | Vancouver Whitecaps                                    |                                                        |                                                        |                                                        |                                                        |
| 8                                                      | Michael Seaton                                         | 13                                                     | 2                                                      | D.C. United                                            |                                                        |                                                        |                                                        |                                                        |
| 9                                                      | Giles Barnes                                           | 11                                                     | 3                                                      | Houston Dynamo                                         |                                                        |                                                        |                                                        |                                                        |
| 7                                                      | Andre Clennon                                          | 2                                                      | 0                                                      | Arnett Gardens                                         |                                                        |                                                        |                                                        |                                                        |
| 14                                                     | Allan Ottey                                            | 0                                                      | 0                                                      | Seba United FC                                         |                                                        |                                                        |                                                        |                                                        |
| Bondscoach: Winfried Schäfer                           |                                                        |                                                        |                                                        |                                                        |                                                        |                                                        |                                                        |                                                        |

JFF · A-internationals · Bondscoaches · Selecties · Statistieken · Jamaicaans vrouwenelftal · Olympisch elftal · Jamaica U21 · Jamaica U19 · Jamaica U17
1920 – 1959 · 
1960 – 1969 · 
1970 – 1979 · 
1980 – 1989 · 
1990 – 1999 · 
2000 – 2009 · 
2010 – 2019 · 
2020 – 2029
Gold Cup 1991 · 
Gold Cup 1993 · 
Gold Cup 1998 · 
Gold Cup 2000 · 
Gold Cup 2003 · 
Gold Cup 2005 · 
Gold Cup 2009 · 
Gold Cup 2011 · 
Gold Cup 2015
Copa América 2015
WK 1998
1925 · 
1926 · 
1927–1929 · 
1930 · 
1931 · 
1932 · 
1933–1934 · 
1935 · 
1936 · 
1937 · 
1938 · 
1939–1946 · 
1947 · 
1948 · 
1949 · 
1950 · 
1951 · 
1952 · 
1953 · 
1954–1956 · 
1957 · 
1958 · 
1959 · 
1960 · 
1961 · 
1962 · 
1963 · 
1964 · 
1965 · 
1966 · 
1967 · 
1968 · 
1969 · 
1970 · 
1971 · 
1972 · 
1973 · 
1974 · 
1975 · 
1976 · 
1977 · 
1978 · 
1979 · 
1980 · 
1981 · 
1982 · 
1983 · 
1984 · 
1985 · 
1986 · 
1987 · 
1988 · 
1989 · 
1990 · 
1991 · 
1992 · 
1993 · 
1994 · 
1995 · 
1996 · 
1997 · 
1998 · 
1999 · 
2000 · 
2001 · 
2002 · 
2003 · 
2004 · 
2005 · 
2006 · 
2007 · 
2008 · 
2009 · 
2010 · 
2011 · 
2012 · 
2013 · 
2014 · 
2015 · 
2016 ·
2017 ·
2018 ·
2019 ·
2020 ·
2021 ·
2022 ·
2023 ·
2024 ·
2025
Amerikaanse Maagdeneilanden ·
Antigua en Barbuda ·
Argentinië ·
Aruba ·
Australië ·
Bahama's ·
Barbados ·
Bermuda ·
Bolivia ·
Brazilië ·
Britse Maagdeneilanden ·
Bulgarije ·
Canada ·
Chili ·
China ·
Colombia ·
Costa Rica ·
Cuba ·
Curaçao ·
Dominica ·
Dominicaanse Republiek ·
Ecuador ·
Egypte ·
El Salvador ·
Engeland ·
Frankrijk ·
Ghana ·
Grenada ·
Guatemala ·
Guyana ·
Haïti ·
Honduras ·
Ierland ·
India ·
Indonesië ·
Iran ·
Japan ·
Jordanië ·
Kaaimaneilanden ·
Kameroen ·
Kroatië ·
Maleisië ·
Marokko ·
Mexico ·
Nederlandse Antillen ·
Nicaragua ·
Nieuw-Zeeland ·
Nigeria ·
Noord-Macedonië ·
Noorwegen ·
Panama ·
Paraguay ·
Peru ·
Puerto Rico ·
Qatar ·
Saint Kitts en Nevis ·
Saint Lucia ·
Saint Vincent en de Grenadines ·
Saoedi-Arabië ·
Servië ·
Suriname ·
Trinidad en Tobago ·
Uruguay ·
Venezuela ·
Verenigde Staten ·
Vietnam ·
Wales ·
Zambia ·
Zuid-Afrika ·
Zuid-Korea ·
Zweden ·
Zwitserland